# Positives Christentum
Positives Christentum ist ein Schlagwort der NS-Propaganda, mit dem die NSDAP in ihrem Parteiprogramm von 1920 ihre eigene Weltanschauung als christlich, konfessionell ungebunden, dem „jüdisch-materialistischen“ Geist kämpferisch entgegengesetzt und am Prinzip des völkisch-rassistisch verstandenen Gemeinnutzes orientiert ausgab.
Der Begriff des „positiven Christentums“ hatte in der Religionsphilosophie der Aufklärung im Sinne von „positiver Religion“ (religio posita oder positiva) als Analogiebildung zum Begriff des Positiven Rechts den Charakter des Christentums als Offenbarungsreligion und institutionalisierter Religion im Gegensatz zu natürlicher Religion und Vernunftreligion beschrieben. Auf dieses traditionelle Begriffsverständnis, dem in der Kaiserzeit die kirchlich-positive Richtung gefolgt war, wiesen christliche Theologen auch in der kritischen Auseinandersetzung mit dem Nationalsozialismus zuweilen hin, wenn sie betonten, dass „positiv“ nur „schriftgemäß“ der biblischen Offenbarung und nicht einer politischen Partei gemäß, bedeuten könne.
Die NS-Ideologie knüpfte an diese Begriffstradition jedoch nicht an, sondern stellte stattdessen „positives“ und „negatives“ Christentum (Alfred Rosenberg) einander gegenüber, womit die der eigenen Ideologie kommensurablen oder von ihr als christlich ausgegebenen, z. T. recht eigentlich neuheidnischen Inhalte einerseits und andererseits die als jüdisch oder kirchlich-konfessionell depraviert abgelehnten Elemente begrifflich getrennt werden sollten.
Die Selbstdarstellung als „positives Christentum“ verband sich dabei im 25-Punkte-Programm mit der Forderung nach „Freiheit aller religiöser Bekenntnisse im Staat“, dies allerdings versehen mit einer wesentlichen Einschränkung „soweit sie nicht dessen Bestand“ (d. h. den des NS-Staates) „gefährden oder gegen das Sittlichkeits- und Moralgefühl der germanischen Rasse verstoßen“. In Abgrenzung von den marxistischen und sozialdemokratischen Parteien, aber auch von der öffentlichen Wahrnehmung ihrer eigenen antichristlichen und antikirchlichen Tendenzen versuchte sich die NSDAP damit den Anschein einer Partei zu geben, die dem Christentum und den Kirchen mit kritischer Aufgeschlossenheit gegenüberstand und auch der großen Zahl derer eine Heimat zu bieten hatte, welche sich den Kirchen entfremdet, aber christlichen Werten weiterhin verbunden fühlten.
In seinem öffentlichen Aufruf zur Machtergreifung bekräftigte Hitler am 31. Januar 1933: Sie (die Reichsregierung) wird das Christentum als Basis unserer gesamten Moral, die Familie als Keimzelle unseres Volks- und Staatskörpers in ihren festen Schutz nehmen.